# Daniel Müller
Joachim Daniel Andreas Müller, född 7 september 1812 i Stralsund, död 18 september 1857 i Uppsala, var en svensk trädgårdsmästare, botanist och författare.

## Biografi
Müller föddes i Stralsund, men hade svensk påbrå. Hans farfar var en skånsk löjtnant Möller, som hade flyttat till Svenska Pommern. Han kom att gå i faderns fotspår, då denne var trädgårdsmästare vid den botaniska trädgården i Greifswald. Efter fackutbildning och tjänstgöring i olika trädgårdar i Tyskland och Nederländerna, anställdes han vid botaniska trädgården i Uppsala 1839. Han gifte sig 1839 med Clarissa Louise Nernst (1808-1878). På grund av vantrivsel sökte han sig efter två år till  Svenska trädgårdsföreningens trädgård i Stockholm där han var föreståndare och lärare vid dess skola i nio år. Därefter köpte han egendomen Charlottenburg på Reimersholme och drev där en handelsträdgård efter tyskt mönster tillsammans med en kompanjon. Den var ett pionjärverk i sitt slag i Sverige. Efter att Uppsala universitets botaniska trädgård fått en ny chef utnämndes Müller 1851 till örtagårdsmästare där. 
Müller skrev flera arbeten om trädgårdsodling, bland annat handboken Trädgårdsskötsel i tre detaler, som utkom i tre upplagor. Han avled i den koleraepidemi som härjade i Uppsala sommaren 1857.